# 雷瓦里
雷瓦里（Rewari (Rural)），是印度哈里亚纳邦Rewari县的一个城镇。总人口4453（2001年）。

## 人口
该地2001年总人口4453人，其中男性2404人，女性2049人；0—6岁人口637人，其中男348人，女289人；识字率67.82%，其中男性为77.25%，女性为56.76%。